# Сіянці
Сі́янці — село в Україні, в Рівненському районі Рівненської області. Населення становить 588 осіб. Село у складі Острозької міської громади, до 2020 року було центром Сіянцівської сільської ради.

## Історія

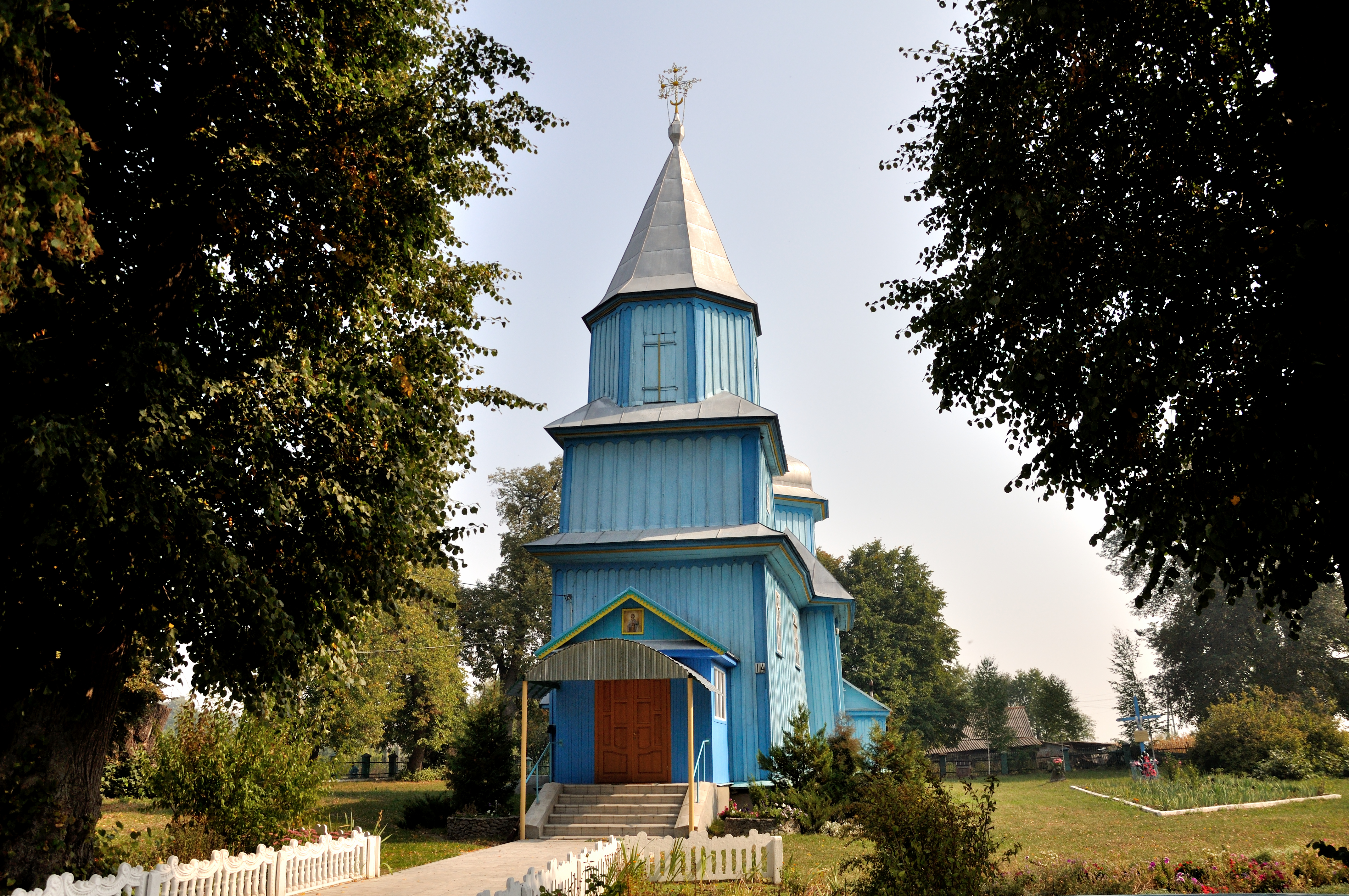
Георгіївська церква (дер.), с. Сіянці,.jpg

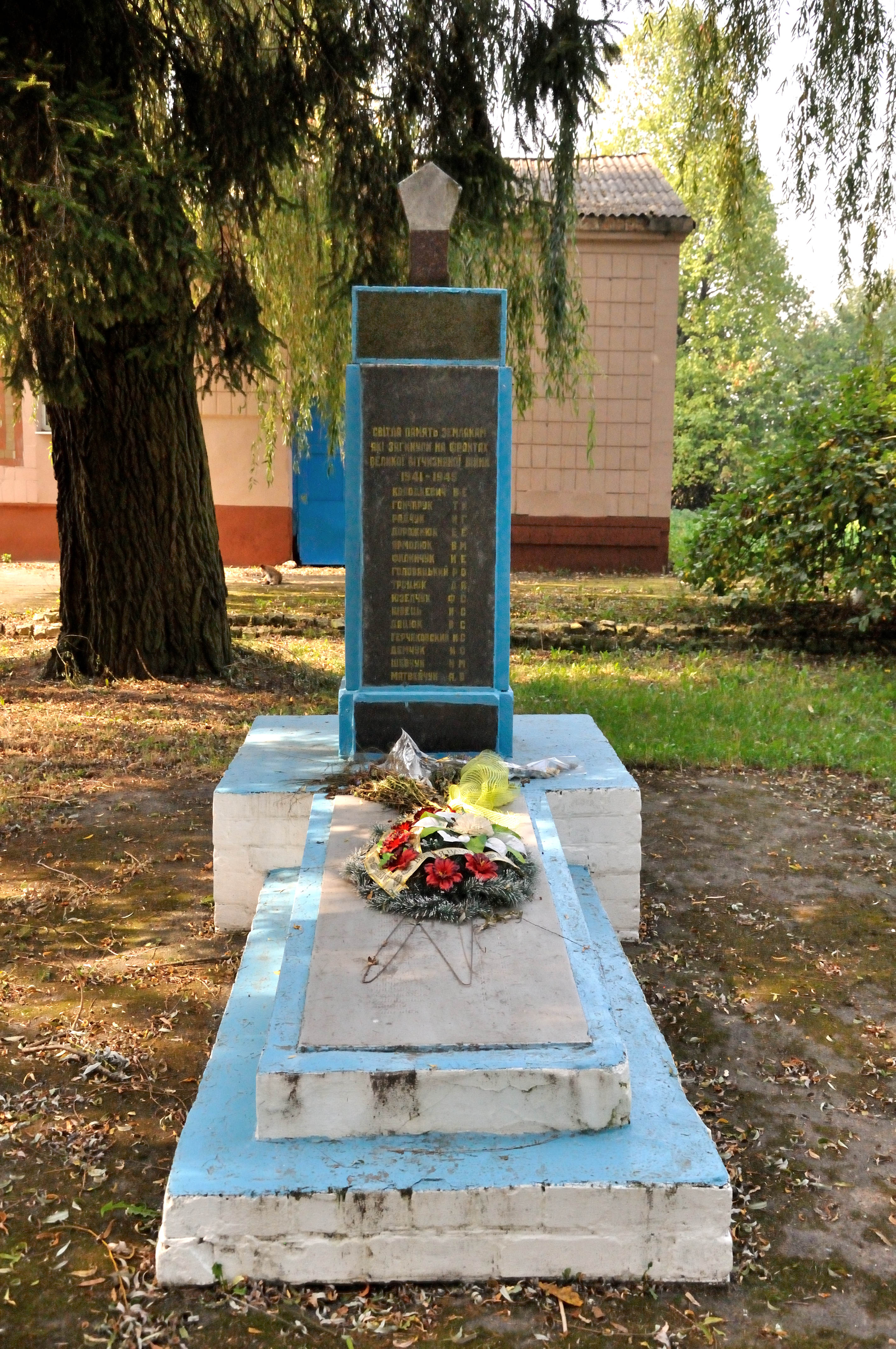
Пам'ятник воїнам- односельчанам, с. Сіянці,1.jpg

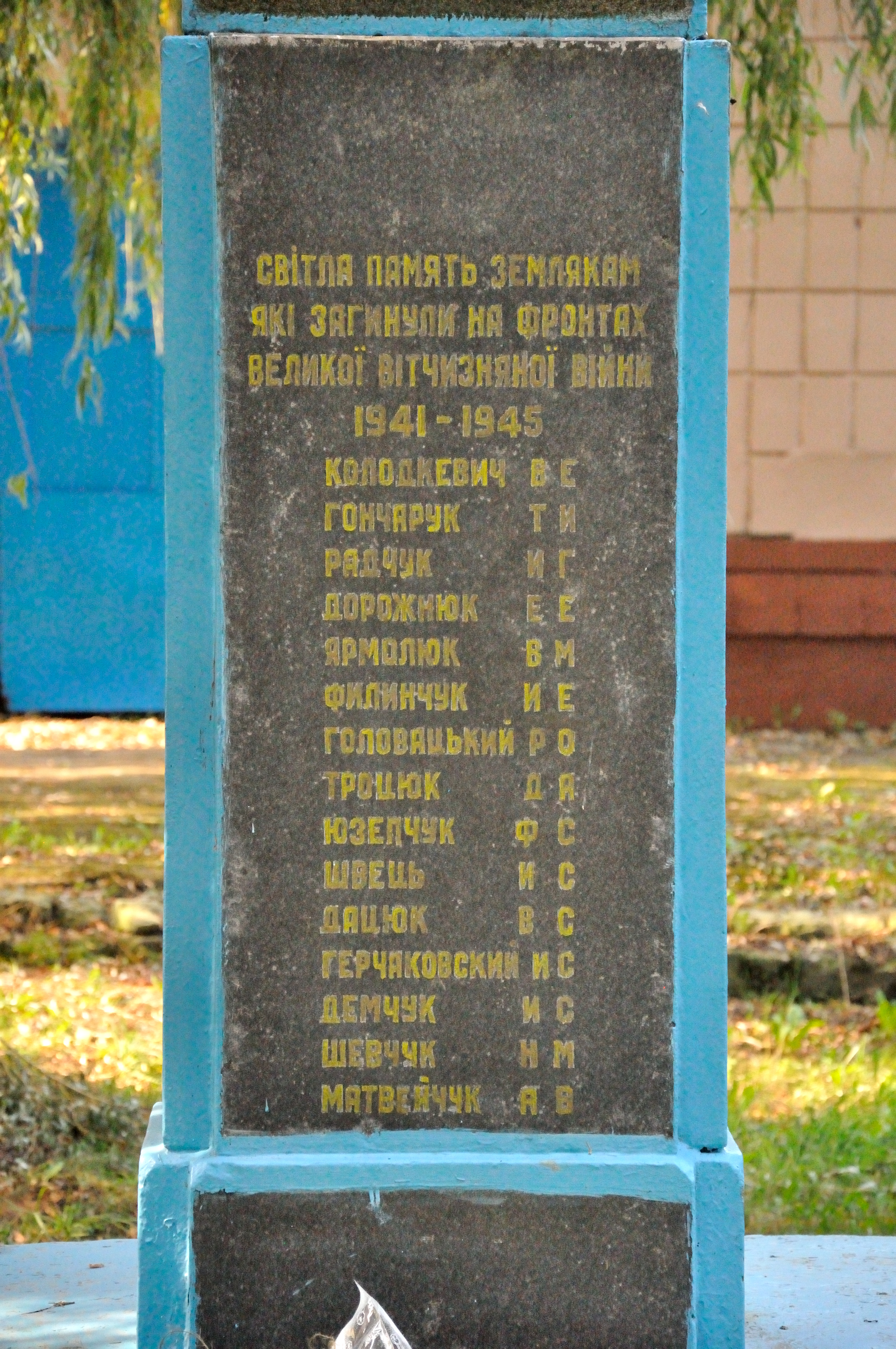
Пам'ятник воїнам- односельчанам, с. Сіянці,2.jpg

Село згадується вперше 1562 року, коли належало Михайлу і Григорію Джусам, а в 1570 році Григорій вносив податок від сіл Сіянець і Ставків.
В кінці 19 століття було там 86 домів і 676 жителів, Георгіївська дерев'яна церква з 1747 року, церковно-парафіяльна школа 1884 року. Ґрунти — піскуватий чорнозем, дуже врожайний. В селі був новий великий сад і став, а при ньому водяний млин. Потім від парку залишилася тільки алея старих лип. Село широко розлягалося в долині річки, будинки великі, селяни, крім рільництва, займалися вирощуванням коней і худоби. Колись село належало до Фірлеїв, а від них перейшло до Шенявських.
У 1906 році село Сіянецької волості Острозького повіту Волинської губернії. Відстань від повітового міста 20 верст. Дворів 109, мешканців 723.
За переписом 1911 року в селі було 735 жителів, Сіянецька волосна управа, земська поштова станція, фельдшерський пункт, однокласова школа, 3 крамниці. До великої земельної власності в тому ж році належало 227 десятин.
Належало до Острозького повіту, Волинської губернії.
За свідченням Федора Воробця засідка коло Милятина на Ватутіна зі смертельним пораненням відбулася в районі дій сотні «Деркача», брали участь боївки СБ сіл Михалківці і Сіянці Острозького району Рівненської області, всього 17-27 бійців[джерело?].

## Населення

### Мова
Розподіл населення за рідною мовою за даними перепису 2001 року:
| Мова       | Кількість | Відсоток |
| ---------- | --------- | -------- |
| українська | 580       | 98.64%   |
| російська  | 8         | 1.36%    |
| Усього     | 588       | 100%     |

## Відомі особистості
В селі народилась:
- Стрихарчук Зоя Романівна (*1951) — українська письменниця.